# Amazing Grace
Az Amazing Grace (Csodás kegyelem) ismert keresztény egyházi ének; magyarul Az Úr irgalma végtelen címen is szerepel. A szöveget John Newton vetette papírra 1772 körül; a dal az Olneyi Énekek című gyűjtemény része, amin Newton William Cowperrel és más szerzőkkel dolgozott együtt.

## Történet
John Newton (1725–1807) egy rabszolga-kereskedő hajó kapitánya volt. 1748. május 10-én, hazatérés közben egy nagy vihar kapcsán „hatalmas szabadulást” élt meg. Naplójában azt írta, hogy hajója az elsüllyedés határán volt, amikor így kiáltott: „Uram, könyörülj rajtunk!” Megtért, ennek ellenére folytatta a rabszolga-kereskedelmet. Ugyanakkor megkövetelte az általa szállított rabszolgákkal szembeni emberséges bánásmódot.
Newton írta a „How Sweet the Name of Jesus Sounds!” című dalt, miközben egy afrikai kikötőben egy rakomány rabszolgára várt. Később hátat fordított kereskedői mesterségének, pap lett, és csatlakozott William Wilberforce-hoz a rabszolgaság eltörléséért folytatott harcában.
Az ének ma ismert és hagyományosnak tekinthető zenéjét nem Newton komponálta, a szöveget több különböző dallamra énekelték, mielőtt a mára tőle elválaszthatatlan dallam hozzákapcsolódott.
Két különböző dallam van a szöveghez. Az „Új Britannia” először 1831-ben jelent meg a Virginiai Harmóniák című énekeskönyvben. A dallamra énekelt eredeti szöveg mára elveszett. A zene feltételezhetőleg ír vagy skót eredetű; a pentaton skálát használja és skót dudát javasol hangszerként; az éneket sűrűn adják elő skót dudán és összefüggésbe hozzák a hangszerrel. A másik dallam az úgynevezett „régi szokásos baptista” dallam. A Kis Cion Egyházának Gyülekezete énekelte Jeffben, Kentuckyban, a Folkways kiadó The Ritchie Family of Kentucky című albumán, 1958-ban.
Newton dalszövegei minden keresztény felekezet kedvencei lettek, elsősorban mivel a dal elevenen és tömören összegzi az isteni kegyelem keresztény doktrínáját. A szöveg a Krónika I. Könyve 17,16-on alapul, ahol Dávid király csodálkozik, amiért az Úr őt és házát választotta. (Newton úgy jellemezte a darabot, mint „a Sors áttekintését és elvárását”.)
A szabadság- és emberi jogok támogatóinál is barátságos fogadtatásra talált, mind keresztény, mind nem keresztény körökben, mivel sokan úgy hiszik, a dal a rabszolgaság ellen szól, mert Newton egykoron rabszolga-kereskedő volt. A dalt sok említésre méltó zenei előadó énekelte, mint például az emberi jogi aktivista és népi énekes ikon Joan Baez.
Az egyházi ének meglehetősen népszerű volt az amerikai polgárháborúban harcoló mindkét félnél. A könnyek ösvényén a cseroki indiánok nem mindig tudtak teljes temetést nyújtani halottaiknak. Ehelyett be kellett érniük az „Amazing Grace" eléneklésével. Azóta az „Amazing Grace”-et gyakran tartják a cseroki nemzeti himnusznak. Emiatt sok kortárs indián zenész készített felvételt a dalról.
Az utóbbi években a dal népszerűvé vált a drog- és alkoholbetegségből kigyógyuló csoportokban, különösen a keresztényekben. Azonban a szokásos temetési énekek helyett általában azok ünneplésére éneklik, akik elvesztek, de meglettek.

## Skótdudák
A skótdudákhoz való asszociáció viszonylag új; a dalt száz évre majdnem teljesen elfeledte a brit szigetvilág, mígnem az 1960-as évek elején a folkzene újraéledésekor sok hagyományos zenész utazgatott a Brit-szigetek és az Egyesült Államok között (ahol az Amazing Grace mindvégig nagyon népszerű maradt). Egyházi gyülekezeteken és népzenei fesztiválokon kívül továbbra is ismeretlen maradt Arthur Penn Aliz Étterme (Alice's Restaurant, 1969) című filmjéig. A The Weavers folkegyüttesből Lee Hays vezeti az „Amazing Grace” rajongóit.

## Dalszöveg
| Amazing grace! (how sweet the sound) That saved a wretch like me! I once was lost, but now I'm found, Was blind, but now I see.       | Csodálatos kegyelem, mily édes a hang, mely megmentett egy olyan nyomorultat, mint én. Már elvesztem, de most meglettem; vak voltam, de most már látok. |
| 'Twas grace that taught my heart to fear, And grace my fears relieved; How precious did that grace appear, The hour I first believed! | A kegyelem tanította szívemet félni, és a kegyelem könnyített félelmeimen. Milyen értékesnek tűnt ez a kegyelem a percben, amikor hinni kezdtem.        |
| Through many dangers, toils and snares, We have already come; 'Tis grace hath brought me safe thus far, And grace will lead me home.  | Sok veszélyen, erőfeszítésen és kelepcén át már meg is érkeztünk. A kegyelem hozott ily messze épségben, és a kegyelem vezet majd haza.                 |
| The Lord has promised good to me, His word my hope secures; He will my shield and portion be, As long as life endures.                | Az Úr jót ígért nekem, szava reményem záloga; pajzsom lesz ő, és az adag, amíg élek, kitart.                                                            |
| Yes, when this flesh and heart shall fail, And mortal life shall cease; I shall possess, within the veil, A life of joy and peace.    | Igen, mikor eme test és szív megáll, és halandó éltem véget ér; Magamnak tudhatom, e papi ruha alatt, az öröm és béke életét.                           |
| The earth shall soon dissolve like snow, The sun forbear to shine; But God, who call'd me here below, Will be forever mine.           | A föld hamarost elolvad, mint a hó, A nap sem fog sütni már, De Isten, ki létrehívott engemet, Mindörökre megmarad nekem.                               |

A következő versszak néha szintén része a dalnak:
| When we've been there ten thousand years, Bright shining as the sun, We've no less days to sing God's praise Than when we'd first begun. | Tízezer éve már, hogy itt vagyunk, fényesen ragyogva, mint csillagunk, Nem fogytak a napok, hogy énekeljük Isten dicséretét, Mióta először kezdtük el. |

Ezt a strófát nem Newton írta. Harriet Beecher Stowe tette hozzá Tamás bátya kunyhója (Uncle Tom's Cabin) című regényében. Uncle Tom (Tamás bácsi) több egyházi ének szövegét rakta együvé; azok, akik a regényből tanulták a dal szövegét, úgy hiszik, hozzá tartozik. Néhány változatban ez is benne van:
| Shall I be wafted through the skies, on flowery beds of ease, where others strive to win the prize, and sail through bloody seas. | Csak átlengedezek az égen, a könnyedség virágos ágyán, hol mások küszködnek a jutalomért, és véres tengereken vitorláznak át. |

Ezt a versszakot Pete Seeger és Arlo Guthrie vette fel. Valójában Isaac Watts „Am I a Soldier of the Cross?” (A kereszt katonája vagyok?) című egyházi énekéhez tartozik.

## Előadók, akik felvételt készítettek a dalról
Az éneket sok előadó feldolgozta az elmúlt évszázadban. Két változat került a brit toplistákra: 1970 és 1972 között Judy Collins változata 67 hetet töltött a listán, az előadónő felvétele legjobban ötödiknek szerepelt. 1972-ben egy instrumentális változat a Royal Scots Dragoon Guards duda- dob- és katonazenekar előadásában öt héten át elsőként szerepelt, és Ausztráliában is meghódította a toplista tetejét.
Azon túl, hogy felvételt készített az egyházi énekről, Joan Baez az afrikai éhezők megsegítésére szervezett Live Aid amerikai koncertet az „Amazing Grace” előadásával nyitotta meg.
Arlo Guthrie népdalénekes gyakran zárja koncertjét az Amazing Grace egy olyan változatával, amiben prózában elbeszéli a dal történetét.
A zeneszerző Frank Ticheli komponált egy változatot az Amazing Grace-re, amit sűrűn adnak elő különböző fúvós zenekarok az Egyesült Államokban. |
- Acappella
- Aretha Franklin
- Arlo Guthrie: 1969. Woodstock Fesztivál
- Avril Lavigne
- Big Kenny
- Celtic Thunder
- Charlotte Church
- Chris Tomlin
- Destiny’s Child
- Doyle Dykes
- Dropkick Murphys: 1999. The Gangs all here, egy bostoni ír punk zenekar.
- Elvis Presley
- Faith Hill
- Flatfoot 56: A Dropkick Murphys hangszereléséhez hasonlóan játsszák élőben.
- Hayley Westenra
- Il Divo
- Joan Baez: 1985-ben a Live Aid philadelphiai színpadán
- Johnny Cash
- Judy Collins: 1970; újra kiadva 197-ben és 1972-ben. 67 hetet töltött az Egyesült Királyság toplistáján. A felvétel a Szent Pál kápolnában készült a Colombia Egyetemen.
- Ladysmith Black Mambazo: Paul Simonnal különféle kiadásokban.
- Lesley Garrett
- Michael W. Smith
- Nána Múszhuri
- Ray Charles
- Rod Stewart: 1971. Every Picture Tells a Story (Minden Képnek Története Van)
- Royal Scots Dragoon Guards: 1972-ben első az Nagy-Britanniában.
- Sufjan Stevens: 2006, Songs For Christmas
- Tommy Emmanuel
- Tori Amos
- Victor Wooten
- Willie Nelson

## Megjelenése a kultúrában
Az éneket sokan előadták az elmúlt évszázadban, és több mozifilmben és tévéműsorban megjelent.
- Hallható a Hegylakó II - A Renegát című filmben.
- Hallható volt a Star Trek II: The Wrath of Khan című mozifilmben, ahol a szereplő Montgomery Scott játssza Spock temetésekor.
- Énekli a színésznő Meryl Streep Mike Nichols Silkwood című filmjében.
- Megszólal a „Texasi láncfűrészes gyilkos: a kezdetek” című film előzetesében
- Whitney Houston is énekli a Bodyguard (Több mint testőr) című filmben
- Gyakran adják elő temetkezési szolgáltatásoknál, többnyire skót dudán.
- Vanessa Williams a Született feleségek 8. évadában is énekli a dalt.
- Hallható az 1994-ben készült Maverick című western-vígjátékban, Mel Gibson főszereplésével.
- Barack Obama, amerikai elnök 2015-ben előadta a dalt Clementa Pinckney Dél-Kalorinai szenátor temetési szertartásán, egy metodista templomban[1]